# Excruciator
Excruciator ist eine US-amerikanische Thrash-Metal-Band aus Portland, Oregon, die im Jahr 2008 gegründet wurde.

## Geschichte
Die Band wurde im Jahr 2008 von Gitarrist und Sänger Chris Birkle und seinem Freund, dem Gitarristen Josh Kay gegründet. Im Winter 2008 kam Bassist Craig Bridenbeck zur Besetzung. Obwohl die Band noch keinen passenden Schlagzeuger gefunden hatte, begann sie mit dem Schreiben der ersten Lieder. Es folgte das erste Demo, das mit Hilfe eines Drumcomputers aufgenommen wurde. Durch das Demo wurde Schlagzeuger Marcus Hartford auf die Band aufmerksam und trat ihr bei. Im Sommer 2009 begab sich die Band ins Studio, um ein weiteres Demo aufzunehmen. Durch das Demo erreichte die Gruppe Auftritte zusammen mit Forbidden, Cauldron, Enforcer und Witchaven. Dadurch erreichte die Band einen Vertrag bei Heavy Artillery Records. Danach begann die Band mit den Arbeiten zu ihrem Debütalbum. Das Album erschien im Jahr 2011 unter dem Namen Devouring.

## Stil
Die Band spielt klassischen Thrash Metal, vergleichbar mit der Musik von Exodus und Destruction. Teilweise sind auch Einflüsse von Gruppen wie Venom und Possessed hörbar.

## Diskografie
- 2009: Demo 2009 (Demo, Eigenveröffentlichung)
- 2010: By the Gates of Flesh (EP, Heavy Artillery Records)
- 2011: Devouring (Album, Heavy Artillery Records)
- 2016: Fighting for Evil (Album, Divebomb Records)